# Léandre Lozouet
Léandre Lozouet (Cherburgo, 3 de septiembre de 2004) es un deportista francés que compite en ciclismo en la modalidad de ruta. Ganó una medalla de bronce en el Campeonato Europeo de Ciclismo en Ruta de 2024, en la prueba de ruta sub-23.

## Medallero internacional
| Campeonato Europeo | Campeonato Europeo | Campeonato Europeo | Campeonato Europeo |
| Año                | Lugar              | Medalla            | Competición        |
| ------------------ | ------------------ | ------------------ | ------------------ |
| 2024               | Limburgo (Bélgica) | Medalla de bronce  | Ruta sub-23        |

## Palmarés
2024
- 3.º en el Campeonato Europeo en Ruta sub-23